# Ariete
C1 Ariete (tiếng Ý: Xe công thành) là một phiên bản xe tăng chiến đấu chủ lực (MBT) được phát triển bởi hai Tập đoàn quân sự OTO Melara và Fiat Iveco (liên doanh này được biết đến là CIO (Società Consortile Iveco Fiat - Oto Melara - Tập đoàn Liên doanh Iveco Fiat - Oto Melara) trong cuối những năm 1980 cho lục quân Ý.

## Lịch sử phát triển
Kể từ khi NATO được thành lập, việc tiêu chuẩn hóa các trang thiết bị đã trở thành một trong những trụ cột quan trọng nhất trong hợp tác quân sự phương Tây. Điều này bao gồm cả việc các nước thành viên xây dựng lực lượng xe tăng theo tiêu chuẩn NATO và các quốc gia Châu Âu nhỏ hơn đã chọn mua Leopard 2 - niềm tự hào của một trong những nền cơ khí công nghiệp mạnh nhất thế giới là Đức - làm nền tảng cho lục quân cơ giới hóa và tăng - thiết giáp. Nhưng việc giữ được đoàn quân thiết giáp của chính bản thân và nghiên cứu, chế tạo chúng bằng chính khả năng của mình là vấn đề liên quan đến uy tín và thanh thế của cả một cường quốc, và đó là lí do các lực lượng quân sự hùng hậu nhất Châu Âu có những chiếc MBT của riêng họ - người Anh với Challenger 2, người Pháp với Leclerc và người Ý với C1 Ariete.
Bộ ba xe tăng này có nhiều điểm chung. Chúng là biểu tượng của danh dự quân đội. Việc chế tạo và bảo dưỡng chúng cực kỳ đắt đỏ - xét về hiệu suất thì chúng (Leclerc và Ariete) gần như tương đương với những chiếc Leopard 2 hiện đại hóa.
Trong 3 chiến tăng trên, có lẽ C1 có họ hàng gần hơn cả với phiên bản Đức của nó. Nó được phát triển bởi hai Tập đoàn quân sự OTO Melara và Fiat Iveco (liên doanh này được biết đến là CIO [Società Consortile Iveco Fiat - Oto Melara - Tập đoàn Liên doanh Iveco Fiat - Oto Melara] như là một phần của chương trình hiện đại hóa quân đội bao gồm cả một IFV (xe chiến đấu bộ binh) để thay thế cho chiếc M113 đang dần trở nên già cỗi (kết quả là chiếc VCC-80 Dardo [Phi tiêu]), một chiếc xe chống tăng (TD - Tank Destroyer) / hỗ trợ hỏa lực (FSV - Fire Support Vehicle) với thành quả là gia đình Centauro [Nhân mã], cùng với một chiếc tăng mới dự định sẽ thay thế cho chiếc M60 (biến thể M60A1) đang bị lão hóa của Hoa Kỳ và chiếc M47 (dù đã được hiện đại hóa sâu).
Trong quá trình phát triển, OTO Melara chịu trách nhiệm nghiên cứu thân xe, tháp pháo và hệ thống vũ khí, trong khi Iveco Fiat sẽ lo về động cơ, hệ truyền động và hệ thống treo.
Xe tăng Ariete được trang bị những hệ thống quang học hình ảnh số và kiểm soát hỏa lực thế hệ mới nhất, cho phép tác chiến bất kể ngày đêm cũng như có thể vừa chạy vừa bắn ở tốc độ cao. Chiếc xe tăng này có trọng lượng 54 tấn, dài 9,52 mét, rộng 3,61 mét và cao 2,45 mét. Xe có kíp lái 4 người, và không được trang bị hệ thống nạp đạn tự động.
Dự án bắt đầu vào năm 1984 và nguyên mẫu đầu tiên được chế tạo sau đó chỉ 2 năm cùng với 6 phương tiện chế tạo thử trước vào năm 1988. 6 nguyên mãu này đã trải qua thời gian thử nghiệm dài các năm sau đó với tổng quãng đường lên đến 16.000 km. Lô xe tăng sản xuất hàng loạt đầu tiên (18 chiếc) được dự định chuyển giao cho Quân đội Italia vào năm 1993 nhưng thực tế đã bị trì hoãn tới năm 1995 và đợt giao hàng cuối cùng hoàn thành trong tháng 8 năm 2002, có tất cả khoảng 200 chiếc C1 Ariete đã được sản xuất để thay thế cho tất cả các loại tăng cũ của lục quân Ý.

## Thiết kế
Xe tăng C1 Ariete có thiết kế tương tự như những xe tăng chiến đấu chủ lực (MBT) truyền thống trong đó khoang lái bố trí phía trước, khoang chiến đấu ở giữa còn khoang động cơ đặt ở phía sau.

### Hệ thống vũ khí
Vũ khí chính của C1 Ariete là pháo nòng trơn L44 Rheinmetall 120 mm công nghệ của Đức nhưng được Oto Melara mua giấy phép sản xuất trong nước với một số cải tiến về vật liệu tăng độ bền, tuổi thọ so với số phát bắn. Pháo cũng không có hệ thống nạp đạn tự động mà vẫn trung thành với kíp lái 4 người.
L44 Rheinmetall 120 mm có hệ thống ổn định tầm hướng điện-thủy lực và ốp bọc cách nhiệt cho phép bắn được các loại đạn xuyên dưới cỡ (APFSDS-T) và đạn xuyên lõm (HEAT) hiện đại cũng như tất cả các loại đạn pháo 120 mm theo chuẩn NATO. Cơ số đạn mang theo gồm 42 viên với 27 viên ở trong xe và 15 viên còn lại bố trí trong một khoang dự trữ đặc biệt phía sau tháp pháo, ngăn cách với kíp lái bởi một cánh cửa thép có thể bung ra dễ dàng khi xe bị trúng đạn.
Vũ khí phụ gồm 1 súng máy 7,62 mm MG 42/59 đồng trục được điều khiển bởi pháo thủ hoặc trưởng xe và 1 súng máy 7,62 mm MG 42/59 khác bố trí trên nóc tháp pháo để đảm trách chức năng phòng không, khẩu súng này được chiến sĩ nạp đạn điều khiển từ vị trí của mình.

### Hệ thống kiểm soát hỏa lực và phát hiện mục tiêu
Hệ thống kiểm soát hỏa lực OG14L3 TURMS của xe tăng do Galileo Avionica sản xuất, bao gồm thiết bị quan sát ngày đêm SP-T-694 của trưởng xe; kính ngắm hồng ngoại của pháo thủ và thiết bị đo xa laser giúp nhanh chóng phát hiện mục tiêu; máy tính kiểm soát hỏa lực kỹ thuật số có khả năng đo tốc độ gió, độ ẩm và các điều kiện thời tiết bên ngoài, trợ giúp thêm cho độ chính xác của phát bắn.
Máy tính này cũng là một thành phần của hệ thống dẫn đường, cho phép trao đổi thông tin chiến thuật giữa các xe tăng với nhau. Trên xe tăng C1 Ariete có một hệ thống gọi là "Thợ săn - Sát thủ" giúp pháo thủ quan sát toàn cảnh 3600 chiến trường mà không phải thay đổi vị trí để tránh bị lộ diện. Kính ngắm của trưởng xe có góc quan sát từ -100 - +600 theo chiều dọc, đủ để giao chiến với các mục tiêu bay thấp như trực thăng. Trong chiến đấu, trưởng xe và pháo thủ chia sẻ kính ngắm ảnh nhiệt, ở chế độ ngắm bắn này xe tăng có khả năng giải quyết mục tiêu từ cự ly 1.500 m

### Giáp trụ
Xe tăng C1 Ariete được trang bị vỏ giáp phức hợp thép-composite tương tự như Challenger 2 của Anh và M1 Abrams của Mỹ. Mỗi bên hông của tháp pháo có một cụm 4 ống phóng đạn gây nhiễu với tác dụng che giấu chiếc tăng trước các thiết bị quan sát ảnh nhiệt, quang học và radar của đối phương. Bên cạnh đó kíp xe được bảo vệ an toàn trước tác nhân của vũ khí hủy diệt hàng loạt (NBC).

### Hệ thống truyền động
Trái tim của chiếc xe tăng này là động cơ tăng áp Fiat-Iveco MTCA V12 dung tích 25,8 lít có công suất 1.250 mã lực, mô men xoắn (khả năng chịu tải tức thời) tối đa 4.615 Nm trong khoảng vòng tua máy 1.600 vòng/phút, cho tốc độ tối đa trên đường nhựa đạt 65 km/h và có thể tăng tốc từ 0 - 32 km/h trong vòng 6 giây, tầm hoạt động 600 km, khả năng leo dốc tối đa 60%. Xe dùng hộp số tự ZF LSG3000 với 4 số tiến và 2 số lùi kết hợp hệ thống lái và phanh thủy lực. Xe có khả năng lội nước sâu 4 m với ống thở hoặc 1,25 m không chuẩn bị. Toàn bộ động cơ và hệ thống truyền động có thể thay thế nhanh chóng trong vòng 1 giờ. 

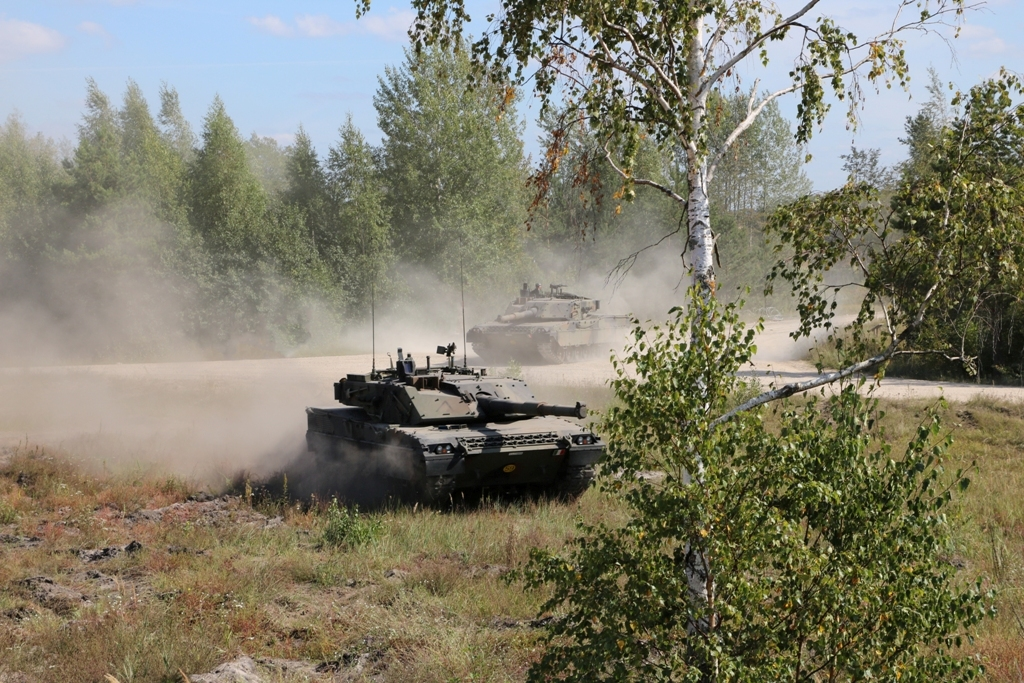
Ariete thuộc Trung đoàn xe tăng 4 ở Latvia 2019

Tuy nhiên sau khi đi vào hoạt động xe tăng đã bộc lộ một số khiếm khuyết do động cơ không cung cấp đủ sức mạnh khiến phải thường xuyên chạy ở vòng tua máy cao, dẫn đến tuổi thọ thấp. Hơn nữa để đảm bảo tỷ suất sức mạnh, chiếc tăng được thiết kế với trọng lượng dưới 60 tấn. Trọng lượng tương đối nhẹ của Ariete giúp tiêu thụ nhiên liệu thấp hơn và thuận lợi khi tác chiến trên các địa hình phức tạp, tuy nhiên xe tăng đã phải hy sinh chiều dày vỏ giáp so với các xe tăng chiến đấu chủ lực khác của khối NATO.

### Ariete Mk 2 / C2
Hiện nay, phiên bản xe tăng C1 Ariete đã có một phiên bản hiện đại hóa với động cơ mới có dung tích tăng lên tới 30 lít, công suất 1.600 mã lực, mô men xoắn 5.500 Nm ở tốc độ vòng tua 1.100 - 1.800 vòng/phút đi kèm với vỏ giáp mới do Oto Melara phát triển. Nguyên mẫu Mk.2 (hoặc C-2) được giới thiệu lần đầu tại triển lãm vũ khí Eurosatory 2002 và được lên kế hoạch sản xuất hàng loạt trong giai đoạn 2015-2020.

## Nhà khai thác
Cơ cấu một tiểu đoàn xe tăng của Italia bao gồm 3 đại đội xe tăng với 13 xe mỗi đơn vị và 2 xe độc lập cho tiểu đoàn trưởng và tiểu đoàn phó.
- Quân đội Ý - 200 [2]
  - Lữ đoàn Bersaglieri "Garibaldi" 
    - Trung đoàn 4 (Tiểu đoàn 31 "MO Andreani"), đóng quân ở Persano

  - Lữ đoàn Cơ giới "Pinerolo" 
    - Trung đoàn 31 (Tiểu đoàn 1 "MO Cracco"),đóng quân ở Lecce

  - Lữ đoàn Thiết giáp "Ariete" 
    - Trung đoàn 32 (Tiểu đoàn 3 "MO Galas"), đóng quân ở Tauriano
    - Trung đoàn 132 (Tiểu đoàn 8 "MO Secchiaroli"), đóng quân ở Cordenons

  - Trường Kỵ binh Ý
    - Trường Vận tải quân sự Ý và trường Materiel